# رامون مارسال
رامون مارسال (12 ديسمبر 1934 – 22 يناير 2007) كان لاعب كرة قدم إسبانيًا، ولعب ثلاثة مواسم مع فريق ريال مدريد المهيمن في الخمسينيات من القرن الماضي. انتهت مسيرته في وقت مبكر بسبب الإصابة.

## مسيرته
ولد رامون مارسال ريبو في مدريد وبدأ يلعب كرة القدم في المدرسة، حيث سرعان ما تم اكتشافه من قبل مدربي شباب ريال مدريد ودعي للانضمام إلى النادي. نتيجة لذلك، انضم إلى فريق شباب ريال مدريد في تلك الأيام أي دي بلس ألترا في موسم 1948–49. لتحسينه وتطويره كلاعب تم نقله إلى نادي إيركوليس وبعد ذلك إلى ريال مورسيا. تم استدعاؤه من قبل ريال مدريد لأدائه الجيد في إيركوليس ومورسيا، للانضمام إلى فريقهم الأول.
لعب أول مباراة رسمية له مع ريال مدريد خلال المباراة الرابعة لموسم 1955–56 حيث كان كولتورال ليونيسا هو الخصم، في الوقت الذي لعب فيه ريال مدريد مبارياته في ملعب تشامارتن. في ذلك الموسم أُقيمت كأس أوروبا 1955–56 لأول مرة. وصل ريال إلى النهائي واختير مارسال في التشكيلة الأساسية من قبل المدرب خوسيه فيلالونغا. على ملعب بارك دي برينس، فاز الفريق على ستاد ريمس 4–3، مما جعل مارسال بطلاً لأوروبا في سن الـ21.
في موسمه الثاني مع ريال مدريد، سجل أحد أكثر الأهداف إثارة في تاريخ النادي. ووصف زميله ألفريدو دي ستيفانو الهدف على النحو التالي: «تعرج عبر الملعب وسجل هدفا غير عادي». وفاز الفريق 6–0 على أتلتيك بيلباو، لكن هدف مارسال كان قصة اليوم. لا يزال يتم تذكر الهدف على أنه «هدف لأكثر من دقيقة واحدة». في هذا الموسم فاز ريال مدريد بكأس أوروبا مرة أخرى، لكن مارسال لم يلعب في النهائي.
في 20 أبريل 1958، خلال مباراة ضد سيلتا فيغو في موسمه الثالث بالنادي، قام بخطوة خاطئة في محاولة للسيطرة على الكرة وتعرض لإصابة ركبته بشدة. وأثناء عملية جراحية في ركبته، أخطأ أحد الأطباء وتسبب له في نزيف وتجلط كبير في الدم مما أجبره على الاعتزال المبكر من كرة القدم. حاول العودة إلى الفريق عبر بلس ألترا وريال مورسيا مرة أخرى، لكنه لم ينجح أبدًا في استعادة مهاراته السابقة. أيضا في هذا الموسم تمكن ريال مدريد من الفوز بكأس أوروبا، لكن بسبب إصابته لم يلعب مارسال في النهائي.
في المجموع، لعب 59 مباراة رسمية مع ريال مدريد سجل فيها 27 هدفاً. كما لعب مباراة واحدة للمنتخب الإسباني عندما واجهوا البرتغال في 13 أبريل 1958 في مدريد. فازت إسبانيا بالمباراة 1–0.
بعد مسيرته المهنية أصبح سباكًا، على الرغم من أنه درس ليصبح خبيرًا صناعيًا. في السنوات اللاحقة أصبح مديرًا لشركة إنشاءات وكذلك في وكالة علاقات دولية.

## وفاته
توفي رامون مارسال ريبو في 22 يناير 2007 عن عمر يناهز 72 عامًا.

## وصلات خارجية
- رامون مارسال على موقع قاعدة بيانات كرة القدم.إي يو (الإنجليزية)
- رامون مارسال على موقع ناشيونال فوتبول تيمز (الإنجليزية)
- رامون مارسال على موقع عالم كرة القدم.نت (الإنجليزية)